# 1772 у літературі

## Події
- 7 травня — згорів Міський театр Амстердама.

## Книги
- «Закоханий диявол» (фр. «Le Diable amoureux») — роман Жака Казотта.

### П'єси
- «Емілія Ґалотті» — трагедія Готгольда Лессінга.

## Народились
- 10 березня — Фрідріх Шлегель, німецький письменник, поет, критик, філософ.
- 2 травня — Новаліс німецький письменник, поет, містик.
- 21 жовтня — Семюел Тейлор Колрідж, англійський поет.
- 6 грудня — Генрі Френсіс Кері, англійський письменник, перекладач.

## Померли
- 29 березня — Еммануїл Сведенборг, шведський філософ.